# Szubienica w Poznaniu
Szubienica w Poznaniu – narzędzie wykonywania kary śmierci poprzez powieszenie, zlokalizowane w Poznaniu.

## Historia
Pierwsza szubienica w Poznaniu stała w XIV lub XV wieku (pierwsza wzmianka – 1403) na łąkach nadwarciańskich, w pobliżu kościoła dominikańskiego. W XV wieku obiekt przeniesiono z uwagi na częste powodzie i podtopienia, które uniemożliwiały korzystanie z urządzenia przez długie okresy. Nową, drewnianą szubienicę wzniesiono około dwa kilometry na południe od Bramy Wrocławskiej, na Wildzie, przy drodze mosińskiej (obecna ul. Dolna Wilda między Krzyżową i Chłapowskiego). Rozebrano ją w XVI wieku, kiedy to decyzją magistratu postanowiono wznieść kolejną. W 1543 miał na niej zawisnąć pierwszy skazaniec – Tomasz z Sarnowa, któremu karę zamieniono na ścięcie. Na szubienicy tej często ginęły w XVI wieku osoby skazane za czary i magię, co było owocem szeroko zakrojonej przez kler i świeckich akcji zwalczania kultu szatana. Zdarzały się też przypadki palenia osób na stosie, ćwiartowania i ścinania przy szubienicy (zwłoki wystawiano potem często na widok publiczny na kilka dni). W marcu 1571 zakończono kolejną przebudowę obiektu – tym razem była to szubienica z 9 tysięcy cegieł (pochodzących z cegielni Jana Baptysty Quadro) i drogich bali dębowych ze studnią na szkielety wisielców. Tracono tutaj nie tylko mieszkańców Poznania i okolic, ale też osoby z innych części kraju, np. Krzysztofa Wardę z Warszawy, Stanisława z Pułtuska, czy Stanisława Skowronka z Czerska (1577). Mogło tu zawisnąć do czterech skazańców naraz. Od XVI wieku na szubienicy wieszano też kobiety, wcześniej głównie pławione w Warcie. Wiek XVII obfitował w kolejne egzekucje za czary, np. Reginę Boroszkę ze Stęszewa skazano za kopulację z czterema diabłami i spalono przy szubienicy. Murowane miejsce kaźni na Wildzie zostało rozebrane przez stacjonujące tu w połowie XVIII wieku wojska rosyjskie i odbudowane ponownie przez poznańskie władze miejskie w latach 1780-1781 (10.000 cegieł i 9 belek dębowych). Przetrwało do połowy XIX wieku.

## Upamiętnienie
W miejscu szubienicy (ul. Dolna Wilda) stoi obecnie kapliczka Serca Jezusowego. U wylotu ul. Krzyżowej postawiono natomiast krzyż w miejscu, gdzie skazani modlili się przed egzekucją. Kapliczka wkomponowana jest w mur od ul. Dolna Wilda. Jest murowana, z metalowym krucyfiksem, datami 966-1966, żeliwną tabliczką fundacyjną z 1927 (Kapliczka pamiątkowa fundacji Stowarzyszenia Porządku Publicznego Poznań – Wilda. Dnia 5 czerwca 1927 r.) i napisem Kapliczka pamiątkowa, Pomnik 1000-lecia Chrztu Polski. Zbudowana około 1667 r., odnowiona 1927 r., odbudowana w roku Millenijnym 14. IV. 1966 r. W hołdzie Sercu Jezusowemu czciciele robotnicy dzielnicy Poznań – Wilda. Oprócz tego wykuto długą inskrypcję na cześć Serca Jezusowego.